# Канальцево-клубочковий механізм
Канальцево-клубочковий механізм (ККМ) є одним із декількох механізмів, котрий забезпечує регуляцію клубочкової фільтрації. Вона включає в себе поняття пуринергічної сигналізації, в якій при зростанні дистальної концентрації хлориду натрію відбувається вивільнення АТФ з клітин дистальної трубки. Це є сигналом для початку каскаду реакцій, що забезпечують повернення швидкості клубочкової фільтрації в норму.

## Місце дії
Нормальне функціонування нирок потребує щоб потік рідини через нефрони підтримувався у вузькому діапазоні. Але коли даний потік знаходиться поза діапазоном, то підтримання водного балансу знаходиться під загрозою. Крім того, швидкість клубочкової фільтрації (ШКФ) може бути наслідком зміни ниркового кровотоку, котрий має підтримуватися на сталому рівні. Підвішення швидкості ниркового кровотоку може призвести до пошкодження клубочків, а зменшення  може позбавити нирки кисню. ККМ забезпечує швидке виявлення зміни ШКФ і повторно налагоджує функціональну активність.
В регулюванні ШКФ досити важливим є механізм виявлення і механізм що здатен ефективно виправляти якісь функціональні відхилення (клубочки мають ефекторну дію). Клітини дистальної трубки спричиняють підвищення ШКФ, вони вивільняють кілька молекул, які впливать на клубочоки і швидко зменшують його швидкість фільтрації.

## Механізм
Клітини дистальної трубки - це щільно упаковані одношарові кубічні клітини епітелію, що по розмірах є меншими за епітеліальні клітини проксимального канальцю і не містять на своїй поверхні великої кількості ворсинок. Дистальні канальці багатьох нефронів з’єднуються  в збиральних протоках, що утворюють більшу частину мозкових променів і проходять через мозкову речовину до кінців ниркових пірамід. Положення дистального канальця дозволяє  швидко змінити клубочковий опір у відповідь на зміни швидкості потоку через дистальний нефрон. Клітини дистальної трубки використовують склад трубчастої рідини як показник ШКФ. Велика концентрація хлориду натрію свідчить про підвищену ШКФ,а при низькій концентрації це вказує на пригнічення ШКФ. Хлорид натрію сприймається клітинами на апікальній Na2 +-K+- 2Cl- котранспортера. Підвищення рівня хлориду натрію викликає вивільнення сигнальних молекул з вище згаданих клітин, це спричинює падіння ШКФ. Ця зміна ШКФ, як вважають, може  бути викликано, в основному, звуженням аферентних артеріол.
Функціональна ективність клітин дистальної трубки при  підвищенні хлориду натрію, призводить до зниження ШКФ, цей ефект оснований  на концепції Пуринергічної сигналізації. АТФ може бути звільнений з клітин шляхом активного транспорту. Позаклітинний АТФ перетворюється на аденозин, який зв'язується з аденозином A1 рецепторів за допомогою екстрагломелулярних мезангіальних клітин, викликаючи підвищення внутрішньоклітинних рівнів кальцію. Цей сигнал кальцію потім поширюється через щілинні контакти в сусідніх осередках, в тому числі гранульованих клітин юкстагломерулярного апарату і судинних гладеньком'язевих клітинах аферентної артеріоли, що призводить до вазоконстрикції та зменшенню вивільнення реніну. Всі ці зміни, як правило, призводять до зменшення ШКФ.

## Регуляція

### Фактори, які знижують чутливість ККМ включають[6]
- натрійдіуретичний пептид
- оксид азоту
- цАМФ
- простагландин I2
- дієта з високим вмістом білка
- аденозин

### Фактори, які підвищують чутливість ККМ включають
- аденозин
- тромбоксан
- ангіотензин II
- простагландин Е2

### Дієти з високим вмістом білка
Підвищене навантаження на нирки дієтами з високим вмістом білка є результатом збільшення реабсорбції NaCl. Це спричиняє зниження чутливості  ККМ, що призводить до збільшення ШКФ. Зростає тиск у капілярах клубочків. При комбінуванні двох будь-яких  захворювань нирок, відбувається необоротне пошкодження клубочків.